# Napf
Napf är ett berg i Schweiz. Det ligger i distriktet Emmental och kantonen Bern, i den centrala delen av landet. Toppen på Napf är 1 408 meter över havet.
Terrängen runt Napf är huvudsakligen kuperad. Napf är den högsta toppen i bergstrakten Napfgebiet.
I omgivningarna runt Napf växer i huvudsak blandskog.